# Uplengen
Uplengen – gmina zbiorowa (niem. Einheitsgemeinde) w Niemczech, w kraju związkowym Dolna Saksonia, w powiecie Leer.

## Dzielnice gminy
| - Bühren - Großoldendorf - Großsander - Hollen - Jübberde - Klein Remels - Kleinoldendorf - Kleinsander - Meinersfehn | - Neudorf - Neufirrel - Nordgeorgsfehn - Oltmannsfehn - Poghausen - Remels - Selverde - Spols - Stapel - Südgeorgsfehn |